# Томеацци, Уго
Уго Томеацци (итал. Ugo Tomeazzi, 24 декабря 1940, Бомпорто) — итальянский футболист, играл на позиции полузащитника, нападающего. По завершении игровой карьеры — футбольный тренер.
Выступал, в частности, за клуб «Мантова», а также олимпийскую сборную Италии.
Обладатель Кубка Италии.

## Клубная карьера
Родился 24 декабря 1940 года в городе Бомпорто. Воспитанник футбольной школы клуба «Модена». Взрослую футбольную карьеру начал в 1958 году в основной команде того же клуба, в которой провёл два сезона, приняв участие в 47 матчах чемпионата.
Впоследствии с 1960 по 1963 год играл в составе клубов «Интернационале», «Торино» и «Наполи». В составе «Наполи» завоевал титул обладателя Кубка Италии.
Своей игрой привлёк внимание представителей тренерского штаба клуба «Мантова», к составу которого присоединился в 1963 году. Отыграл за мантуйський клуб следующие девять сезонов своей карьеры. Большую часть времени, проведённого в составе, был основным игроком команды.
В течение 1972—1973 годов защищал цвета клуба «Монца».
Завершил профессиональную игровую карьеру в клубе «Равенна», за который выступал на протяжении 1973—1974 годов.

## Выступления за сборную
В 1960 году защищал цвета олимпийской сборной Италии. В составе сборной провёл 4 матча, забил 2 гола.

## Карьера тренера
Начал тренерскую карьеру вскоре после завершения карьеры игрока, в 1976 году, возглавив тренерский штаб клуба «Мантова».
В дальнейшем возглавлял клубы СПАЛ, «Ровиго», «Судзара», «Карпи» и «Модена».
Последним местом работы Томеацци был клуб «Фьоренцуола», который он возглавил в 1996 году.

## Титулы и достижения

### Как игрока
- Обладатель Кубка Италии:

«Наполи»: 1961/62